# U-652
U-652 – niemiecki okręt podwodny (U-Boot) typu VII C z okresu II wojny światowej. Okręt wszedł do służby w 1941 roku. Jedynym dowódcą był Oblt. Georg-Werner Fraatz. Zatopiony 2 czerwca 1942 po uszkodzeniu przez samolot brytyjski.

## Historia
Wcielony do 3. Flotylli U-Bootów celem szkolenia załogi, od lipca 1941 roku służył tamże jako jednostka bojowa, a od stycznia 1942 roku pływał w 29. Flotylli.
4 września 1941 roku na południowy zachód od Islandii U-652 uczestniczył w incydencie z jednostką floty Stanów Zjednoczonych – państwa formalnie nieuczestniczącego w wojnie – starym niszczycielem USS „Greer”. Brytyjski samolot powiadomił amerykański okręt o obecności U-Boota, po czym zrzucił cztery bomby głębinowe i odleciał. Niszczyciel rozpoczął energiczne tropienie z użyciem sonaru, zaś U-652 wystrzelił w jego stronę niecelną torpedę, co z kolei wywołało atak bombami głębinowymi. Po dwugodzinnym, nierozstrzygniętym pojedynku (została wystrzelona jeszcze jedna torpeda) obie jednostki stracił kontakt. Był to pierwszy podczas tej wojny atak niemieckiego okrętu na amerykański; w efekcie, jak określił to Theodore Roosevelt – „niesprowokowanego aktu piractwa”, Amerykanie zaprzestali zachowywać pozory neutralności; reakcja Niemców była odmienna: mimo namów admiralicji do rozpoczęcia nieograniczonej wojny podwodnej, Hitler nakazał unikania podobnych incydentów.
Łącznie okręt odbył dziewięć patroli bojowych na wodach arktycznych, północnym Atlantyku i Morzu Śródziemnym, podczas których zatopił trzy statki handlowe o łącznej pojemności 10 775 BRT, dwa okręty – niszczyciel eskortowy HMS „Heythrop” (1050 t) i niszczyciel HMS „Jaguar” (1690 t) i jeden okręt pomocniczy (radziecki okręt łącznikowy PS-70, 558 BRT); dodatkowo uszkodził dwa statki (łącznie 9198 BRT) i okręt pomocniczy (stawiacz min HMS „Southern Prince”, 10 917 BRT).
U-652 został ciężko uszkodzony i unieruchomiony 2 czerwca 1942 roku w pobliżu Sollum (Egipt) bombami głębinowymi samolotu Fairey Swordfish z 815. Dywizjonu FAA. Przebywający w pobliżu U-81 pod dowództwem Kptlt. Friedricha Guggenbergera bezskutecznie próbował odholować go do Salaminy. Ostatecznie został dobity torpedą. Ocalała cała, 46-osobowa załoga U-Boota, która później objęła U-529.